# Criza constituțională din Republica Moldova, 2019
La jumătatea anului 2019, o succesiune de evenimente după alegerile parlamentare din 2019 din Moldova - și încercările ulterioare de a forma și instala un nou guvern, au culminat cu funcțiile de prim-ministru și președinte al Parlamentului, precum și cu puterile și îndatoririle Președinte, fiind revendicat de indivizi concurenți.
La 8 iunie 2019, Maia Sandu a fost aleasă prim-ministru de către parlament - formând Cabinetul Sandu, în timp ce Zinaida Greceanîi a fost aleasă președinte al Parlamentului. Cu toate acestea, la 9 iunie 2019, Curtea Constituțională l-a suspendat temporar pe președintele Moldovei - Igor Dodon, din puterile și atribuțiile funcției sale și unul dintre reclamanții la funcția de prim-ministru, Pavel Filip, a fost numit președinte în exercițiu. Filip a emis imediat un decret de dizolvare a parlamentului, în timp ce noul guvern a declarat că această mișcare este ilegală. 

## Context
Republica Moldova este o republică parlamentară. În decembrie 2016, Igor Dodon, fost lider al Partidului Socialiștilor din Republica Moldova, a fost ales președinte. El este descris ca fiind pro-rus și susținut de Rusia.  În februarie 2019, ca rezultat al alegerilor parlamentare din 2019, partidul socialist a câștigat 35 de locuri în parlament, urmat de Partidul Democrat din Moldova prezidat de Vladimir Plahotniuc (30 de locuri), Blocul electoral ACUM Platforma DA și PAS condus de Maia Sandu și Andrei Năstase (26 de locuri), Partidul Șor (7 locuri) și candidați independenți (3 locuri). Prin constituție, parlamentul are „trei luni” (articolul 85) pentru a forma guvernul; dacă nu reușește să formeze guvernul, președintele poate dizolva parlamentul și convoca noi alegeri.  Curtea Constituțională a interpretat termenul ca fiind de 90 de zile, adică cu două zile mai puțin decât suma lunilor martie, aprilie și mai.  Până la formarea noului guvern, Cabinetul Filip, format de legislatura precedentă dominată de Partidul Democrat, urma să mențină controlul executivului. Configurația post-electorală a parlamentului moldovean nu a dat nici o majoritate absolută niciunui partid, făcând astfel o coaliție formată posibilă din două dintre cele trei mari partide o necesitate pentru a obține o majoritate și pentru a alege un prim-ministru.

## Criza
Vineri, 7 iunie, Curtea Constituțională a decis ca noi alegeri parlamentare să fie organizate dacă nu s-a făcut niciun guvern înainte de un termen de trei luni (90 de zile consecutive) începând de la validarea rezultatelor alegerilor din 9 martie.  Acest lucru a declanșat formarea unei coaliții. Sâmbătă, 8 iunie, platforma ACUM DA și PAS au ajuns în cele din urmă la un acord cu partidul socialist. Acest acord i-a permis lui Sandu să formeze guvernul, iar liderul fracțiunilor parlamentare ale socialiștilor, Zinaida Greceanîi, va deveni Președinte al Parlamentului Republicii Moldova (Speaker).  Aceasta ar fi cu o zi mai târziu decât termenul limită de 90 de zile, dar înainte de expirarea termenului limită de trei luni.  Drept urmare, Dodon a refuzat să intervină pentru a dizolva parlamentul. Partidul democrat a fost lăsat în afara, iar deputatul democrat, Sergiu Sîrbu, a depus o cerere la Curtea Constituțională de demitere a lui Dodon pentru incapacitatea sa de a dizolva guvernul. Curtea, care este considerată a fi sub influența Partidului Democrat, duminică, 9 iunie, a fost de acord cu cererea, demițându-l pe Dodon și numind președintele interimar premierul în exercițiu, Pavel Filip. Filip a dizolvat parlamentul și a anunțat că alegerile anticipate vor avea loc la 6 septembrie. 
Coaliția PSRM-ACUM a considerat decizia lui Filip ilegală.  La 8 iunie, susținătorii Partidului Democrat au început să instaleze corturi la Chișinău.  La 14 iunie, Filip a decis să renunțe la guvern pentru „stabilitate politică”, dar a cerut alegeri anticipate și a refuzat să recunoască guvernul lui Sandu drept legal.  Mișcarea nu a influențat statutul președintelui Dodon, care a revenit ulterior la șefia statului.
La 15 iunie, Curtea Constituțională a abrogat deciziile, hotărârile și avizele care au declanșat criza.   De asemenea, a fost raportat faptul că liderul Partidului Democrat Vladimir Plahotniuc a fugit din țară cu un avion privat cu o zi înainte. El a susținut că a plecat „pentru câteva zile” pentru a-și vizita familia.  
Pe 20 iunie, președintele Curții Constituționale, Mihai Poalelungi, a demisionat din funcție.  Ulterior, pe 26 iunie, întregul grup de judecători ai curții constituționale și-au anunțat și demisiile.  Această mișcare a fost binevenită de acum incontestabilul președinte și prim-ministru (Dodon și Sandu), care a declarat că prin demisii în masă și prin alegerea de noi judecători independenți se va restabili integritatea Curții Constituționale. 

## Reacții

### Uniunea Europeană
În 8 iunie, Înaltul Reprezentant al Uniunii pentru afaceri externe și politica de securitate Federica Mogherini a emis o declarație luând act de deciziile luate de parlamentul Republicii Moldova, „inclusiv cu privire la formarea coaliției guvernamentale”. În declarație, Uniunea Europeană și-a exprimat dorința de a colabora cu „guvernul ales democratic”, fără a numi cu exactitate despre care vorbea, recunoscând totodată existența guvernului de coaliție.  Declarația a mai indicat că UE a susținut un „angajament față de reforme” descris în Acordul de asociere UE-Moldova și că respectarea statului de drept este primordială pentru relațiile UE-Moldova. În cele din urmă, UE și-a reiterat puternic apelul la „calm și reținere”, UE favorizând „dialogul dintre reprezentanții aleși democratic” ca cale de urmat. 
Guvernele Franței, Germaniei, Poloniei, Suediei și Regatului Unit și-au declarat împreună sprijinul pentru noul guvern Sandu și au cerut reținere.  România, în ciuda faptului că a declarat pe 10 iunie prin intermediul ministrului său de externe că nu va recunoaște noul cabinet ales și că va susține în schimb alegerile anticipate,  a recunoscut în cele din urmă cabinetul Sandu din 12 iunie. 

### Rusia
La 9 iunie, vicepremierul rus Dmitry Kozak a descris acțiunile Partidului Democrat drept „sincer criminale”.  Kozak a remarcat „poziția curajoasă și pragmatică a blocului pro-european ACUM și a Partidului Socialiștilor din Republica Moldova” pentru depășirea diferențelor politice și reprezentarea „voinței poporului”. Pe 12 iunie, președintele rus Vladmir Putin l-a susținut pe președintele pro-rus Dodon, aruncându-și sprijinul în spatele „actualilor săi parteneri de coaliție” și numind guvernul Partidului Democrat „uzurpatori”. Putin a declarat că puterea a fost preluată de oligarhi, situație pe care a asemănat-o cu Ucraina. 

### Statele Unite
În 10 iunie, Departamentul de Stat al Statelor Unite a emis o declarație „solicitând tuturor partidelor din Republica Moldova să dea dovadă de reținere și să cadă de acord asupra unei căi de urmat prin dialog politic” și subliniind validitatea alegerilor parlamentare din 2019 din Republica Moldova. Declarația nu a avut drept scop să susțină vreuna din părțile implicate în criză.  Pe 14 iunie, purtătorul de cuvânt al Departamentului de Stat, Morgan Ortagus, a lansat o declarație de presă „salutând schimbarea democratică din Moldova” și decizia Partidului Democrat de a demisiona din guvern în favoarea Cabinetului Sandu.  Potrivit unui raport de presă care citează surse anonime, demisia Partidului Democrat a venit la câteva ore după ce ambasadorul SUA în Moldova Dereck J. Hogan s-a întâlnit cu o delegație a Partidului Democrat. 

### Alte țări și organizații
Consiliul Europei a declarat, pe 9 iunie, prin secretarul său general, că deciziile Curții Constituționale din aceeași zi de invalidare a formării guvernului Sandu erau „greu de înțeles” și păreau „arbitrare” față de Constituția și standardele internaționale ale statului de drept.  Secretarul general a solicitat, de asemenea, Comisiei de la Veneția, un organ consultativ independent al Consiliului cu competență în dreptul constituțional, să își exprime de urgență o opinie cu privire la dizolvarea parlamentului moldovenesc de către Curte. În aceeași zi, NATO a declarat că urmărește „cu îngrijorare” evoluțiile din Moldova și a solicitat tuturor părților să „exercite calm și reținere”. 
Israelul și Organizația pentru Eliberarea Palestinei s-au implicat indirect în criză, deoarece premierul destituit Filip a declarat într-un tweet că Moldova își va muta ambasada de la Tel Aviv la Ierusalim. În timp ce Israelul nu a făcut niciun comentariu, OLP „a condamnat cu fermitate decizia ilegală a Moldovei”.  Organizația de Cooperare Islamică a condamnat, de asemenea, această mișcare fără să se pronunțe asupra legitimității guvernului.  După cum a menționat The Times of Israel,  în general, guvernul Netanyahu face eforturi enorme pentru a convinge țările să-și mute Ambasada în Israel de la Tel Aviv la Ierusalim - dar în acest caz, guvernul israelian s-a abținut de la comentarii, știind că Filip s-ar putea să nu se poată agăța de putere și că Sandu care l-ar putea înlocui (așa cum s-a întâmplat într-adevăr) nu a fost în niciun fel angajată în mișcarea Ambasadei.